# カ・ダ・モスト

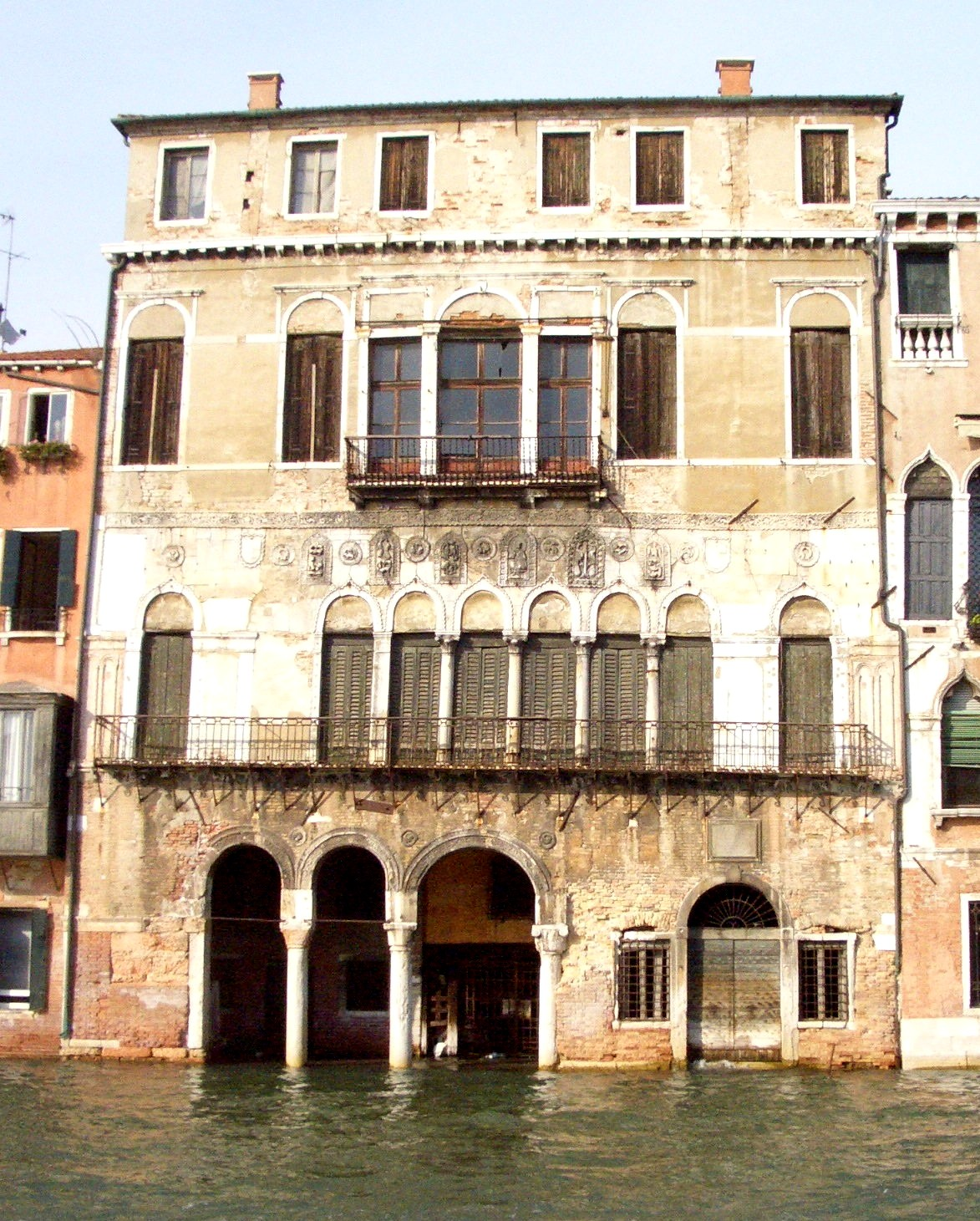

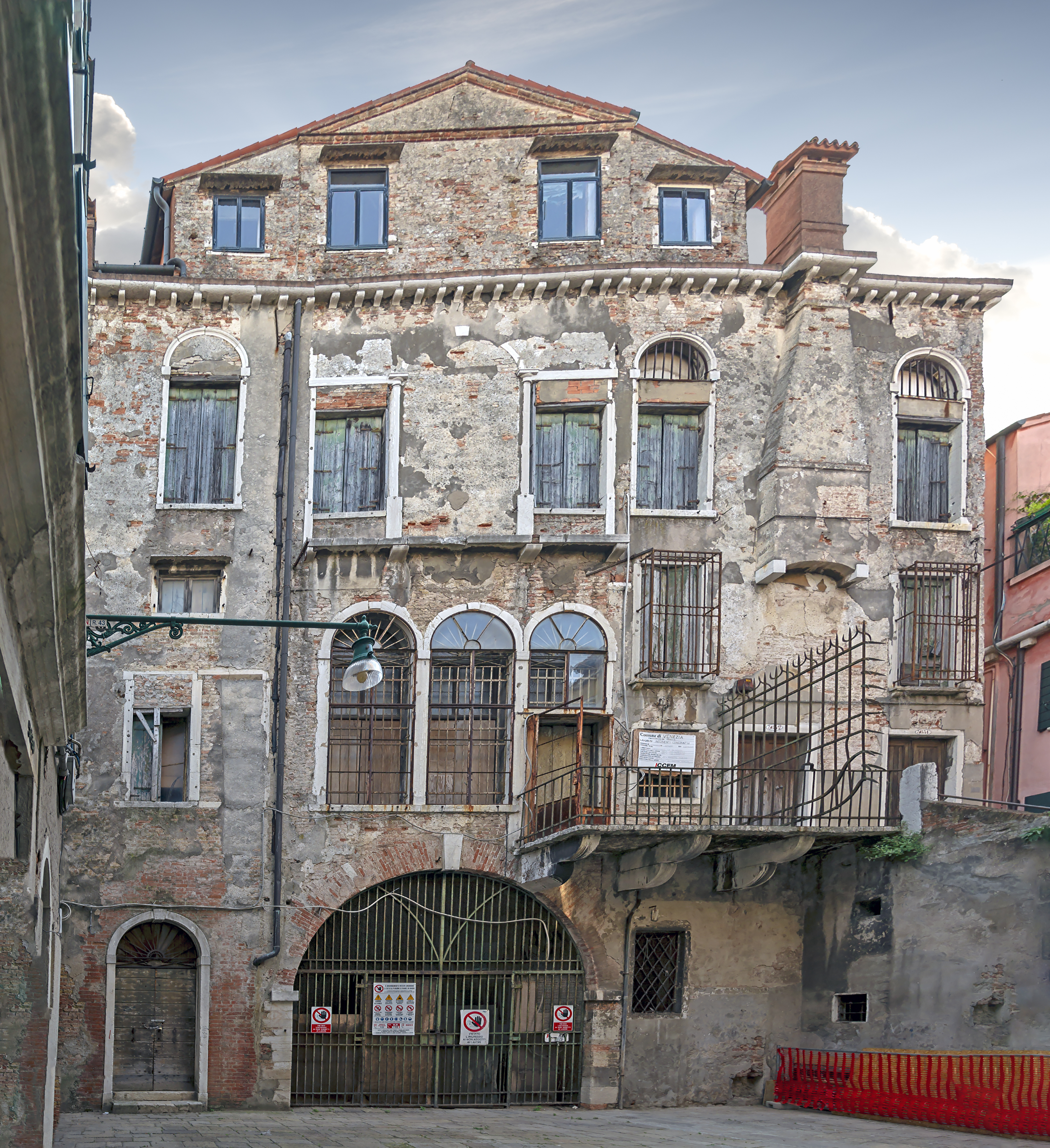

カ・ダ・モスト（イタリア語: Ca' da Mosto）は、イタリアのヴェネツィア内のカナル・グランデ沿いにある13世紀に建設された邸宅である。狭く高いアーチと特徴的な柱頭を持つビザンティン建築様式となっている。

## 概要
元々はcasa-fondacoと呼ばれる商人の邸宅及び工房であったが、16世紀に2階部分が増設され、19世紀には3階部分が建設された。邸宅の名前はこの邸宅で生まれたイタリアの冒険家Alvise Cadamostoから付けられており1603年までその一族が住んでいたが、Chiara da Mostoの代の際に、Chiaraの2番目の夫の甥に当たるヴェネツィア共和国第90代元首Leonardo Donà dalle Roseへ寄贈された。

16世紀から18世紀にはホテルとして使用されAlbergo Leon Bianco (the White Lion Hotel)の名で知られ、また1769年から1775年の間、神聖ローマ皇帝ヨーゼフ2世がヴェネツィアに滞在していた際の邸宅ともなった。 